# Allacta diluta
Allacta diluta är en kackerlacksart som först beskrevs av Henri Saussure 1863.  Allacta diluta ingår i släktet Allacta och familjen småkackerlackor. Inga underarter finns listade i Catalogue of Life.